# Varroamijt
De varroamijt (Varroa destructor) is een uitwendige parasiet die voorkomt op insecten, maar zich alleen kan voortplanten op het broed van honingbijen.

## Biologie
De mijten behoren tot de spinachtigen. In het volwassen stadium bezitten ze acht poten. Het volwassen wijfje is dwars-ovaal van vorm, roodbruin van kleur, 1,1 mm lang en 1,5 mm breed. De mijt is dus met het blote oog goed zichtbaar. De poten zitten verscholen onder het rugschild. Op de dunne huidgedeelten van de bij zuigen de mijten van het vetlichaam van de bij.  Ze zitten tussen kop en borststuk en achterlijf en tussen de ringen van het achterlijf dicht bij de wasklieren.
Kort voor het sluiten van het broed, bij voorkeur het darrenbroed, dringt een varroawijfje een broedcel binnen en laat zich hierin meestal insluiten. Ze legt tegen de wand van de cel twee tot zes eitjes. In de gesloten cel voeden de jonge mijten zich met het vetlichaam van de pop. De ontwikkeling van ei tot mijt duurt zes tot tien dagen. De jonge wijfjes worden binnen de cel bevrucht. De mannetjes sterven na de paring.
De volwassen bevruchte wijfjes verlaten met de jonge werkbij of dar de cel. Ze stappen over op andere bijen. Na vier tot dertien dagen beginnen deze mijten eitjes te leggen in de cellen van de bijna volgroeide larven. De wijfjes leven in de zomer twee tot drie maanden en in de winter vijf tot acht maanden. Buiten het bijenvolk leeft de mijt niet langer dan vijf tot zeven dagen.
Door het opzuigen van het vetlichaam worden de volwassen bijen verzwakt. Door de ontstane wonden kunnen ziektekiemen binnendringen. De levensduur kan daardoor tot de helft bekort worden. De jonge mijten voeden zich in de cel met het vetlichamen van de pop. Dit gaat ten koste van diens ontwikkeling. Uit de aangetaste broedcellen komen misvormde bijen, bijvoorbeeld met een verkort achterlijf, vleugelstompjes of afwijkingen aan de poten. Door de kortere levensduur en het geringe aantal levensvatbare jonge bijen, wordt het bijenvolk sterk verzwakt, zo sterk dat het te gronde gaat, meestal binnen drie jaar.
In het voorjaar is het aantal mijten het laagst. Tijdens de broedperiode zitten de meeste mijten in gesloten broed. Met de toename van het darrenbroed neemt ook het aantal mijten sterk toe. De voedsterbijen zijn dan sterker besmet dan de vliegbijen. In de nazomer en herfst is het aantal mijten het grootst. De meeste mijten zitten dan op de vliegbijen. In de winter sterft een deel van de mijten. Slechts een klein gedeelte van de mijten overleeft de winter.
De aanwezigheid van broed in een bijenvolk is een voorwaarde voor de vermeerdering van de mijten. De ziekte wordt verspreid door vervliegen van darren en werksters, door roverij en door zwermen.

## Varroabestrijding
Insecticiden die tegen de mijt kunnen worden ingezet tasten een bepaald lichaamsdeel of -proces van de mijt aan, zoals de ademhaling, het zenuwstelsel, de voortplanting of de stofwisseling. Dergelijke lichaamsdelen zijn echter vergelijkbaar met die van bijen waardoor het inzetten van insecticiden ook de bijen doodt.
Voor varroamijtbestrijding wordt een vast bestrijdingsschema met verschillende middelen door het jaar heen aanbevolen. Dit zijn, naast darrenraat verwijdering, oxaalzuur, mierenzuur en thymol.
En er is varroabestrijding door de bijen zelf. Honingbijen die niet in kasten wonen maar in het wild in boomholtes (en dus geen varroabestrijding krijgen) gaan niet aan varroamijten ten onder.
Sommige imkers hebben volken die jaren geen schade van de varroamijt lijken te ondervinden. Op dit moment wordt ervan uitgegaan dat bij deze volken waarschijnlijk alle overige omstandigheden optimaal zijn.  De enige gedocumenteerde duurzame varroatolerantie bij Europese honingbijen was mogelijk door beide bloot te stellen aan de druk van natuurlijke selectie. Door deze natuurlijke selectiedruk vermindert de virulentie van de varroa-mijt.

## Verwarring metVarroa jacobsoni
Lange tijd werd gedacht dat een andere soort mijt, de door de Nederlander Anthonie Cornelis Oudemans ontdekte soort Varroa jacobsoni, de honingbijen in Europa besmette. Deze werd de "varroamijt" genoemd. Later bleek dat het om twee verschillende soorten ging. Varroa destructor, die  afkomstig is uit het vaste land van Azië, is de soort die bijenbroed aantast. De andere soort, Varroa jacobsoni, stamt uit de Maleisische archipel. Deze soort bleek zich niet te kunnen voortplanten in het broed van de Europese honingbij. Varroa destructor geldt nu als de varraomijt.